# Polnische Poolbillard-Meisterschaft 2001
Die polnische Poolbillard-Meisterschaft 2001 war die zehnte Austragung der nationalen Meisterschaft in der Billardvariante Poolbillard. Die Wettbewerbe der Damen fanden vom 15. bis 17. September 2001 in Przemyśl statt, die Wettbewerbe der Herren vom 28. November bis 1. Dezember 2001 in Kielce. Ausgespielt wurden die Disziplinen 8-Ball, 9-Ball und 14/1 endlos.

## Medaillengewinner
| Disziplin            | Gold                                    | Silber                                | Bronze                                  | Bronze                               |
| -------------------- | --------------------------------------- | ------------------------------------- | --------------------------------------- | ------------------------------------ |
| Herren – 8-Ball      | Radosław Babica (Contact Kielce)        | Grzegorz Kapłan (Ósemka Rzeszów)      | Tomasz Kapłan (Ósemka Rzeszów)          | Patryk Bryll (Club 21 Gdańsk)        |
| Herren – 9-Ball      | Tomasz Kapłan (Ósemka Rzeszów)          | Paweł Rogalski (Contact Kielce)       | Patryk Bryll (Club 21 Gdańsk)           | Robert Zachar (Baribal Lubin)        |
| Herren – 14/1 endlos | Patryk Bryll (Club 21 Gdańsk)           | Robert Zachar (Baribal Lubin)         | Sebastian Kunysz (Hades Poznań)         | Dominik Zając (Baribal Lubin)        |
| Damen – 8-Ball       | Agnieszka Mulczyńska (Ikar Bydgoszcz)   | Grażyna Gronowska (Contact Kielce)    | Izabela Łącka (Częstochowa)             | Karolina Stawarz (Ósemka Rzeszów)    |
| Damen – 9-Ball       | Maria Nielubowicz (Wodny Park Warszawa) | Agnieszka Mulczyńska (Ikar Bydgoszcz) | Grażyna Gronowska (Contact Kielce)      | Izabela Łącka (Częstochowa)          |
| Damen – 14/1 endlos  | Grażyna Gronowska (Contact Kielce)      | Izabela Łącka (Częstochowa)           | Maria Nielubowicz (Wodny Park Warszawa) | Magdalena Tatarkiewicz (Częstochowa) |